# Hong Kong 1941
Pour plus de détails, voir Fiche technique et Distribution.
Hong Kong 1941 (等待黎明, Dang doi lai ming, litt. « En attendant l'aube ») est un film dramatique hongkongais réalisé par Po-Chih Leong et écrit par Sammo Hung. Sorti le 1er novembre 1984 à Hong Kong, il met à l'affiche Chow Yun-fat qui reçoit le Golden Horse Film Awards du meilleur acteur pour ce rôle.
Il totalise 7,22 millions $HK de recettes et sort au Japon le 26 janvier 1990.

## Synopsis
L'histoire de trois amis, deux hommes et une femme, dans la colonie britannique juste avant la bataille de Hong Kong et leur survie durant l'occupation militaire de la ville.
Des années plus tard, une femme nommée Nam (Cecilia Yip) raconte ce qu'elle a vécu durant ces années. Jeune femme séduisante, fille d'un riche marchand de riz, elle est en proie à de terribles crises de douleur. Son ami d'enfance, John Koh-wang (Alex Man (en)), dont la famille était riche mais maintenant devenue pauvre, est un jeune homme débrouillard et est amoureux d'elle. David Fei (Chow Yun-fat) est quant à lui un comédien venu du nord qui veut émigrer aux États-Unis ou en Australie. Ils forment un trio inséparable mais le jour où ils tentent de quitter Hong Kong, l'invasion japonaise les en empêche. Fei devient alors collaborateur pour les Japonais afin de sauver la vie de ses amis.

## Fiche technique
genre : drame , guerre

## Distribution
- Chow Yun-fat (VF : Bertrand Liebert)  : David Fei
- Cecilia Yip : Han Yuk-nam
- Alex Man (en) : John Koh-wang
- Shih Kien : Ha Chung-sun, le père de Nam
- Wu Ma : le président Liu Yan-mau
- Paul Chun : Fa Wing
- Ku Feng : Shui/Shiu
- Stuart Ong : le général Kanezawa
- Billy Lau : le contremaître de l'entrepôt
- Angela Yu Chien : la tante de Fei
- Chu Tau : un homme de Liu
- Chow Kam-kong : un homme de Liu
- Po-Chih Leong : l'empereur
- Chin Kar-lok
- Pang Yun-cheung
- Lee Chi-kit

## Récompenses et nominations
| 22e cérémonie des Golden Horse Awards     |                 |            |
| Meilleur acteur                           | Chow Yun-fat    | Lauréat    |
| Meilleur acteur                           | Alex Man (en)   | Nomination |
| 4e cérémonie des Hong Kong Film Awards    |                 |            |
| Meilleur film                             |                 | Nomination |
| Meilleur réalisateur                      | Po-Chih Leong   | Nomination |
| Meilleur scénario                         | John Chan       | Nomination |
| Meilleur acteur                           | Chow Yun-fat    | Nomination |
| Meilleure actrice                         | Cecilia Yip     | Nomination |
| Meilleure actrice dans un rôle secondaire | Angela Yu Chien | Nomination |
| Meilleure photographie                    | Brian Lai       | Lauréat    |
| Meilleur montage                          | Peter Cheung    | Nomination |